# Metronom
Metronóm je merilna naprava, s katero se natančno določi hitrost izvajanega glasbenega dela.

## Zgodovina

### Izum
Metronom je leta 1812 izumil Dietrich Nikolaus Winkel, ko je eksperimentiral z nihali in ugotovil, da na obeh straneh obteženo nihalo lahko šteje enakomerna časovna razmerja, tudi počasna, uporabljena v klasični evropski glasbi. Ker svoje zamisli ni primerno varoval, je do leta 1816 Johann Nepomuk Mälzel dobil njegove konstrukcijske zamisli in patentiral Mälzelov metronom (ang. the Mälzel Metronome), ki v uporabi ostaja do današnjega dne. Še danes se nepraviloma Mälzelu pripisuje mesto, ki bi ga za svoj izum praviloma moral prejeti Winkel.

## Delovanje

### Mälzelov metronom
Dvojno nihalo je na zgornjem kraku obteženo s premično utežjo, s katero je mogoče nastaviti število udarcev na minuto (navedba »M. M.« (Mälzelov metronom) 60 npr. predpisuje 60 udarcev na minuto oziroma 1 udarec na sekundo).